# Tealianthus pachyderma
Tealianthus pachyderma är en havsanemonart som först beskrevs av Ferdinand Albin Pax 1922.  Tealianthus pachyderma ingår i släktet Tealianthus och familjen Actiniidae. Inga underarter finns listade i Catalogue of Life.